# Абсалямов, Минзакир Абдурахманович
Минзакир Абдурахма́нович Абсаля́мов (10 декабря 1896 года, деревня Верхние Отары, ныне Сабинский район, Республика Татарстан — 10 июня 1981 года, Москва) — советский военачальник, генерал-майор (1940 год), доктор военных наук (17.12.1955), доцент (23.05.1940).

## Начальная биография
Минзакир Абдурахманович Абсалямов родился в деревне Верхние Отары ныне Сабинского района республики Татарстан.
В 1914 году окончил медресе, а в 1915 году сдал экстерном экзамен на сельского учителя.

## Военная служба

### Первая мировая и гражданская войны
В августе 1915 года был призван в ряды Русской императорской армии, после чего служил в чине унтер-офицера служил в 35-м Сибирском стрелковом запасном полку, дослужился до чина младшего унтер-офицера и затем старшего унтер-офицера, стал командиром отделения. Полк дислоцировался в Тюмени, после Февральской революции Абсалямов активно участвовал в революционных событиях и был избран товарищем председателя Тюменского Совета. В октябре 1917 года прибыл с полком на фронт Первой мировой войны. Активно участвовал в событиях Октябрьской революции на фронте, служил командиром формирующегося отдельного Татарского отряда, затем адъютантом Татарского красногвардейского батальона при штабе 11-й армии. Также избирался солдатами членом солдатского комитета воинов-мусульман 3-й гренадерской бригады, адъютантом батальона и секретарём комитета воинов-мусульман Татарского красногвардейского района батальона 11-й армии.
В марте 1918 года во время германской интервенции попал в немецкий плен, после возвращения из которого в ноябре того же года перешёл на сторону белого движения, после чего с декабря того же года по апрель 1919 года служил взводным унтер-офицером Севастопольской караульной команды.
В апреле 1919 года перешёл на службу в РККА, после чего был назначен затем командиром Отдельного татарского повстанческого отряда в составе Таврической группы. Принимал участие в боевых действиях на Южном и Западном фронтах. В 1919 году вступил в РКП(б). С августа 1919 года — на должности товарища председателя Крымской мусульманской военной коллегии. В сентябре того же года был направлен на учёбу на восточное отделение Военной академии РККА. Одновременно с этим с июня 1920 по февраль 1921 года работал помощником начальника военного отдела при полпредстве РСФСР в Турции и Персии, а с июня по сентябрь 1921 года — переводчиком в полпредстве РСФСР в Турции.

### Межвоенное время
После окончания учёбы с сентября 1922 года Абсалямов работал на должностях секретаря и помощника военного атташе при том же полпредстве РСФСР в Турции.
В октябре 1927 года был назначен на должность начальника разведывательного отделения штаба Отдельной Кавказской Красной Армии, в ноябре 1931 года — на должность командира и комиссара 1-го Азербайджанского горнострелкового полка Закавказском военном округе, а в апреле 1933 года — на должность военного атташе при полномочном представительстве СССР в Персии.
С сентября 1937 года Абсалямов состоял в распоряжении Разведывательного управления Генштаба Красной Армии и в феврале 1938 года был назначен на должность начальника 2-го курса Специального факультета Военной академии имени М. В. Фрунзе, а с октября исполнял должность начальника кафедры разведки этой же академии.
В январе 1940 года Абсалямов был назначен на должность начальника разведывательного отдела штаба Северо-Западного фронта, после чего принимал участие в ходе советско-финской войны. Был награждён орденом Красного Знамени.
В сентябре 1940 года был назначен на должность начальника кафедры разведки Высшей специальной школы Генштаба Красной Армии, а в октябре того же года был включён в состав комиссии по описанию советско-финской войны.

### Великая Отечественная война
С июня 1941 года Абсалямов находился при штабе Юго-Западного фронта по выполнению специальных заданий, в частности, занимался вопросами организации партизанского движения на оккупированной противником территории. В конце июля был назначен на должность командира 22-й запасной стрелковой бригады.
С июля 1942 года исполнял обязанности командира сначала 17-й запасной стрелковой бригады (Уральский военный округ), а с августа 1942 года — командира 4-й учебной бригады (Южно-Уральский военный округ), однако в феврале 1943 года был отстранён от этой должности как несправившийся, после чего был зачислен в распоряжение Военного совета Южно-Уральского военного округа.
В мае 1943 года был назначен на должность заместителя командира, а в декабре этого же года — на должность командира 18-й стрелковой дивизии, которая в составе 8-й армии участвовала в ходе наступательных операций на мгинском направлении. В январе 1944 года дивизия, перейдя в наступление, прорвала укреплённую оборону противника, после чего овладела важным железнодорожным узлом посёлком городского типа Мга, за что дивизии под командованием Абсалямова было присвоено наименование «Мгинская». В ходе Новгородско-Лужской операции дивизия освободила город Тосно, за что 18-я стрелковая дивизия и её командир М. А. Абсалямов были награждены орденами Красного Знамени. В июне 1944 года дивизия в составе 7-й армии принимала участие в ходе Свирско-Петрозаводской наступательной операции, во время которой форсировала реку Свирь и после прорыва укреплённой обороны противника прошла до 30 километров, тем самым освободив более ста населённых пунктов. За успешное наступление дивизия и Минзакир Абсалямов были награждены орденами Суворова 2 степени.
В августе 1944 года генерал-майор Минзакир Абдурахманович Абсалямов был назначен на должность командира 131-го стрелкового корпуса, а в октябре того же года — на должность командира 31-го стрелкового корпуса, которые в составе 14-й армии участвовали в ходе Петсамо-Киркенесской операции, во время которой части под командованием Абсалямова прорвали оборону противника юго-западнее посёлка Петсамо (Мурманская область), а 23 октября освободили посёлок Никель и заняли близлежащие никелевые рудники. Вскоре корпус вышел на норвежско-финскую границу, на рубеже которой оставался до конца войны (с ноября 1944 года боевых действий не вёл).

### Послевоенная карьера
В мае 1946 года генерал-майор Абсалямов был назначен на должность старшего преподавателя в Высшей военной академии имени К. Е. Ворошилова, а в марте 1952 года был прикомандирован в докторантуру при этой же академии. С сентября 1956 года Абсалямов исполнял обязанности старшего преподавателя кафедры стратегии и оперативного искусства, которая в феврале 1958 года была преобразована в кафедру оперативного искусства.
В сентябре 1959 года был назначен на должность начальника научно-исследовательского отдела академии, а в сентябре 1962 года — на должность старшего преподавателя кафедры оперативного искусства.
В мае 1967 года генерал-майор Минзакир Абдурахманович Абсалямов вышел в отставку по болезни. С июля того же года по ноябрь 1971 года исполнял обязанности консультанта Военной академии Генерального штаба по вольному найму.
Умер 10 июня 1981 года (в 85 лет) в Москве. Похоронен на Донском кладбище.

## Воинские звания
- Полковник (26.11.1935)[4];
- Комбриг (5.02.1939);
- Генерал-майор (4.06.1940).

## Награды
- Орден Ленина (21.02.1945);
- Четыре ордена Красного Знамени (21.03.1940, 31.01.1944, 3.11.1944, 20.06.1949);
- Орден Богдана Хмельницкого 1-й степени (2.11.1944);
- Орден Суворова 2-й степени (12.07.1944);
- Орден Трудового Красного Знамени Азербайджанской ССР (23.02.1933);
- Орден «Знак Почёта» (22.02.1968)
- Медаль «За оборону Ленинграда»;
- другие медали СССР.

## Память
Почётный гражданин города Подпорожье Ленинградской области (1969 г.) Постановление бюро Подпорожского горкома КПСС и исполкома городского Совета депутатов трудящихся № 243 от 20.06.1969 г. «О занесении в Районную Книгу Почёта участников освобождения Подпорожья и района от немецко-финских захватчиков».